# 台灣基督教
- 關於臺灣天主教會的發展概況，請見「臺灣天主教」。

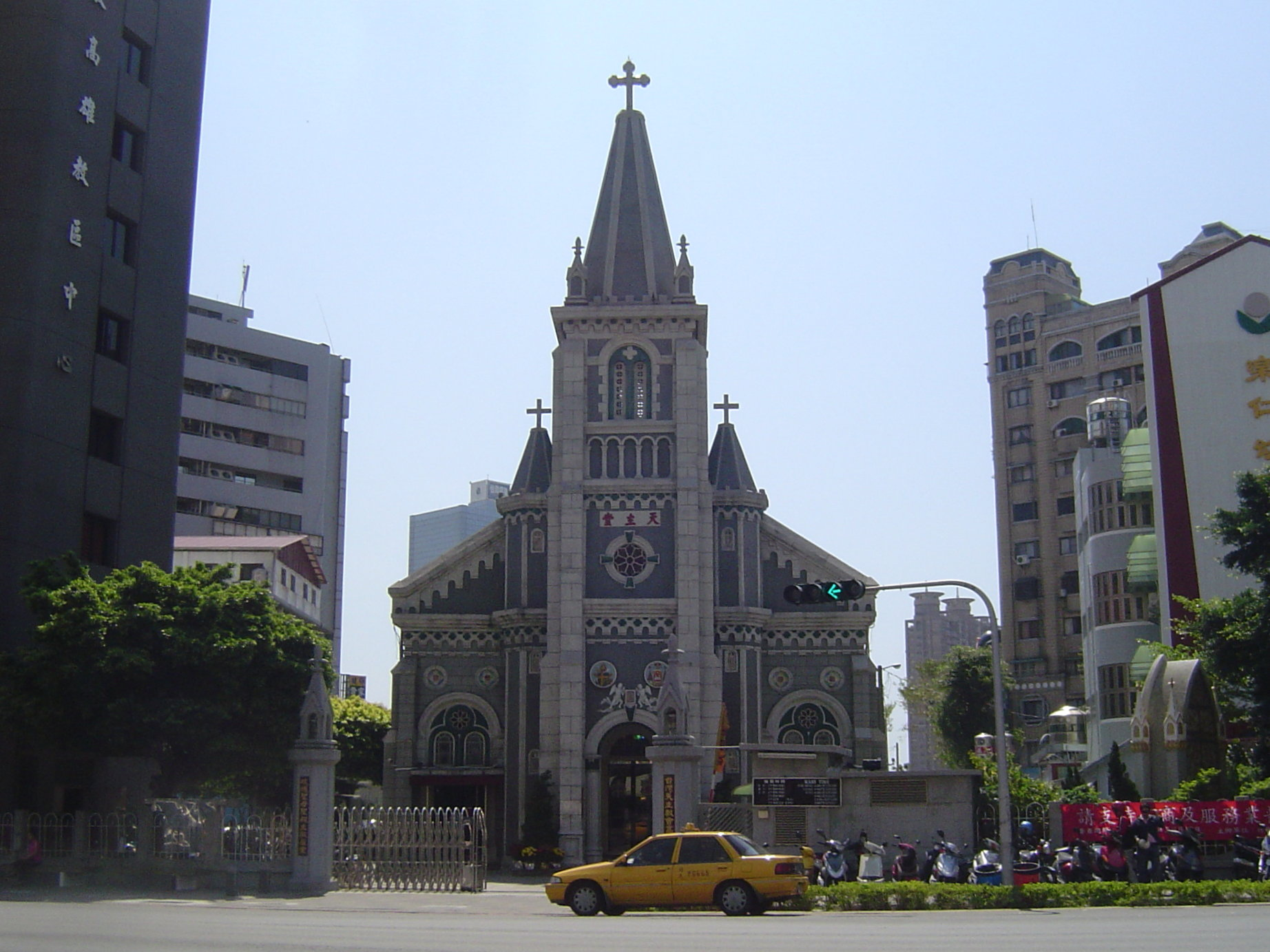
台灣天主教發源地，位於高雄市區的玫瑰聖母聖殿主教座堂（前金天主堂）

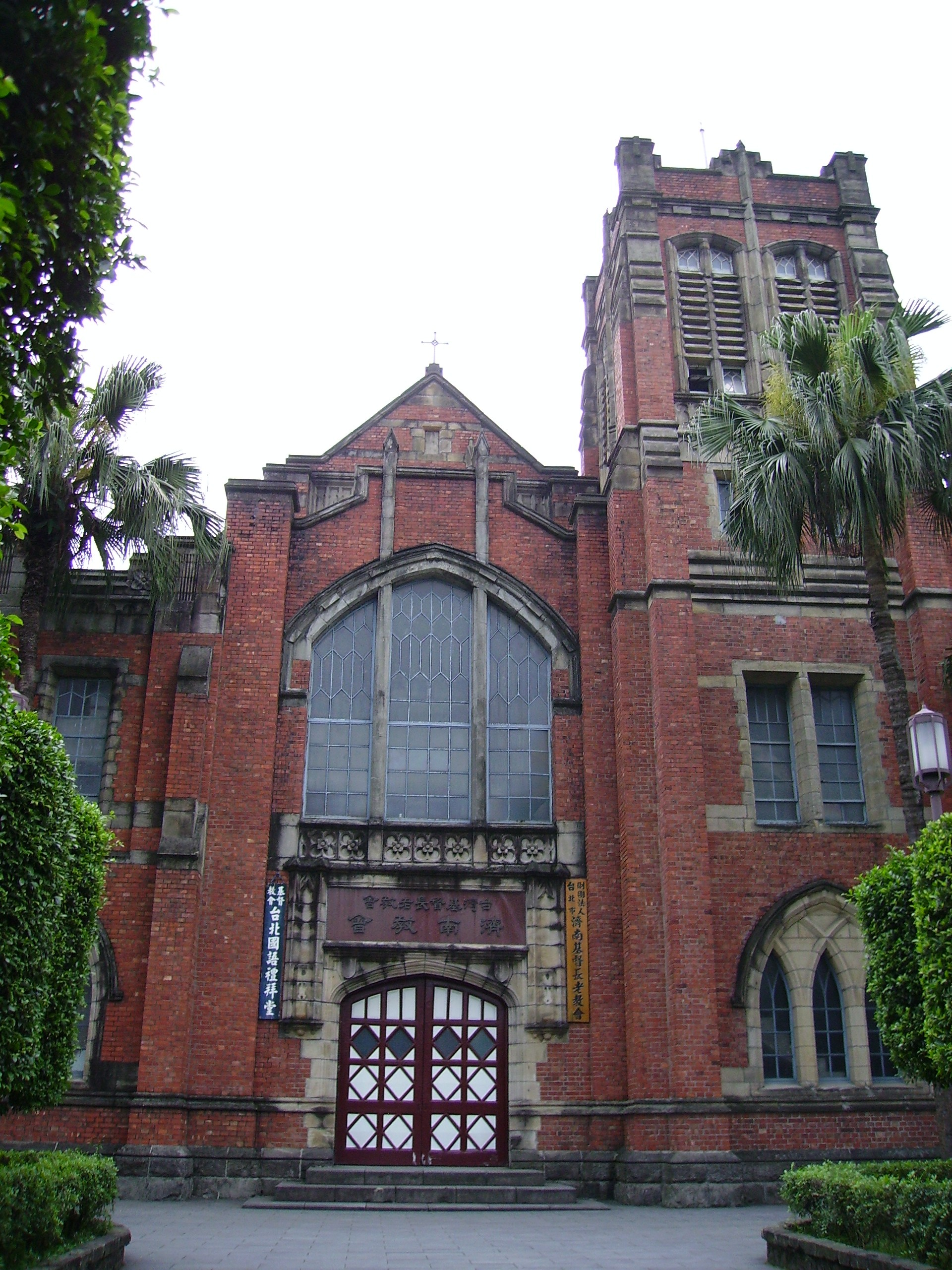
臺北的濟南基督長老教會，位於立法院旁。

基督宗教在臺灣的發展歷史始於17世紀中期的荷西入殖，但全面性的發展則起始於19世紀中期臺灣開港之後。天主教會、東正教會、新教等基督教三大宗派在臺灣都有教會，但「基督教」一詞在臺灣通常專指新教，與其他漢語圈地區的情形相同。新教由於宣教較為活躍，是三大宗派中在臺灣信仰人口最多的。
依據美國在臺協會研究顯示，台灣的基督新教徒為5.5%、天主教徒為1.3%，基督徒在整體臺灣人口中居於少數，遠少於道教、佛教等宗教，但在商界、政界等社會中堅及公眾人物階層的比例稍高，使基督宗教在臺灣社會仍具有一定程度的影響力。而相對於漢族，幾乎所有的原住民族以基督宗教為主要信仰，70％是長老教會，其餘大部分是天主教會或其他新教宗派，此為二戰後新教與天主教會在原住民族地區的積極宣教、以及在地化措施所致，但近年來部落信徒流失的情況比較劇烈。

## 歷史

### 荷治時期和西治時期
天主教進入臺灣，最早始於西班牙人統治臺灣北部，1626年西班牙人登陸臺灣北部時，同時有西班牙籍的道明會會士來到臺灣對台灣人傳教，對象是北部的凱達格蘭族與噶瑪蘭族，至1642年西班牙被迫離開臺灣後中斷。
基督新教在臺灣荷蘭統治時期1627年由歸正宗傳教士干治士（Georgius Candidius）傳入，對象是南部的西拉雅族，當時的傳教工作屬於殖民政策的一部分，傳教士皆隸屬於荷蘭東印度公司，由荷蘭東印度公司支薪，不像現代由教會奉獻支薪，傳教實際政治目的是對原住民進行文化改造，減少台灣人與殖民者的矛盾，以及不同族群間的矛盾，此時期的傳教工作隨著鄭成功在安平建政以及屠殺西拉雅族之後宣告結束；但也有觀點認為當時奉行帝國主義的荷蘭人藉基督之名屠殺台灣漢人與原住民，原住民人口少了近一半、多數躲到深山裡避難。面對鄭成功屠殺原住民的指控則主張是因為原住民襲擊並殺害了鄭成功的部將林圯及其部隊，認為鄭成功是被害者。
此時期的傳教工作有兩個階段，在1636年以前缺乏組織，傳教工作以口述方式實施，具體行為如背誦祈禱文和教義問答，1636年後開辦學校，並且採用了以拉丁字母書寫的新港語為工具實施宗教教育，解決原住民沒有文字的問題，由於語言工具落後，此時並沒有完整的翻譯聖經，僅有少數新港語的福音書。

### 明鄭時期
鄭成功殖民期間實施禁教政策，信仰基督教的原住民被迫選擇放棄信仰或逃到深山。此時明鄭諮議參軍陳永華為革除荷蘭人所留下的基督信仰，以及實施儒家思想漢化政策，積極興建孔廟、真武廟、關帝廟等漢人寺廟。也利用免除徭役措施誘使原住民接受漢化教育，相對於荷蘭的語言本土化政策，明鄭時期的宗教政策不僅打擊基督教，也嚴重打擊原住民語言。

### 清朝時期
1683年6月（康熙22年）施琅攻陷臺灣，之後向康熙表達臺灣的重要性爭取經營臺灣，上奏清廷建議奉臺灣民間信仰的媽祖「天妃」賜晉天后，1684年（康熙23年）清廷准奏，此後主流信仰改為祭拜媽祖，透過宗教傳播方式讓臺灣居民轉移認同感接受大清政權。此後又因乾隆、嘉慶的禁教政策，使得東亞很長一段時間沒再出現傳教士。1865年6月16日（同治四年）英國長老會的馬雅各醫生抵臺，1872年3月7日（同治十一年）加拿大長老會的牧師馬偕牧師抵台。此時期的傳教工作初期常受到漢人暴力反抗，不時發生破壞教堂以及殺害教徒的事件，直到樟腦戰爭後傳教士才有相對安全的環境，並且傳教工作逐漸走向政教分離（如公開反對英國當局的鴉片貿易），傳教語言主要使用白話閩南語，信仰核心為加爾文主義，以教育和醫療作為傳教工作的基礎建設，現存的有新樓醫院、馬偕醫院、淡江中學、真理大學等。
清治咸豐九年（1859年）5月18日，三位來自菲律賓的西班牙籍道明會傳教士及五位中國教友傳道員，從中国大陆橫渡台灣海峽抵達打狗港（今高雄港），同年12月在靠近今日高雄愛河河口的地方購地興建簡易傳教所（即今玫瑰聖母聖殿主教座堂），成為天主教會在台灣的第一個據點。

### 日治時期
此時期的基督教新教延續馬雅各與馬偕的長老會傳教工作，雖然日本政府對基督教抱持警戒態度，但由於長老會對於當局的政策大多配合，如配合皇民化政策實施日語禮拜，因此基督教不像過去因為政權變遷而被消滅。1926年，由中國大陸基督教徒自行創辦的真耶穌教會從福建傳入臺灣，此教派的作風與公共關係頗具有神秘色彩
。1928年8月，日本救世軍軍官山室軍平來台宣教，在台北、台中設立據點，日後陸續設立了八個部隊。第二次世界大戰後日本成為戰敗國，日本人被遣返，也暫時結束了救世軍在台灣的發展。
日治時期，台灣天主教會教務仍隸屬廈門代牧區管轄，1913年（大正9年）羅馬教廷始將台灣與澎湖（即日占台灣）脫離廈門代牧區，獨立設置台灣監牧區，教務仍由道明會神父所主持，教座則設置於高雄。第二次世界大戰爆發前，台灣天主教會轉為日本籍神職人員負責。在日本統治的這段期間，台灣的教會體制逐漸完備。

#### 教育敕語與基督教關係
1890年10月30日，日本頒佈了教育敕語作為思想教育主軸，宣讀完要對天皇簽名行最敬禮。終戰前日本天皇具有神格地位，此舉對基督教而言形同偶像崇拜，也因此發生了內村鑑三不敬事件。1895年日本開始對台殖民統治，教育敕語也在此實施而產生政府與教會間的緊張關係。

#### 無教會主義
無教會主義為日本神學家內村鑑三所提出的思想，以師徒制宣教。起初無教會主義雖然在日本引起軒然大波，不過當時台灣還在清治時代。日治時代之後矢內原忠雄將此思想傳給一些台灣留學生，如葉榮鐘、陳茂源、張漢裕、陳茂棠、郭維租等人，而矢內原忠雄的另一名學生高橋三郎也曾應邀來台講道。

### 國民黨政府戒嚴時期

#### 國語教派進入與美援工作
1949年10月國共戰爭處於劣勢，中華民國政府撤退臺灣，中共的無神論政策使許多中國大陸的教會撤退到台灣，形成今日教派林立，這些新進教派流入使官話和合本聖經成為主流，打擊早期臺灣基督長老教會的語言本土化政策

。新進教派主要在人口密集處與學校吸收成員，偏遠地區幾乎沒有設立據點，但有時會用一種稱為短宣的形式實施零星的鄉村傳教活動，通常效果不佳。1950年的美援政策讓一些教會從事發麵粉的社會工作，因此被譏為麵粉教，此時盛行將麵粉袋加工成內褲使用，至今仍然可以找到印有中美合作的加工內褲。
1945年台湾光復，台灣回归中華民國統治，日籍神職人員全部遣返，台灣天主教會的教務改由華籍神父主導，但監牧再由道明會會士擔任。1949年，中華民國政府播遷台灣之後，由於中国共產党為無神論，有不少本國及外國籍的天主教徒及神職人員離開中國大陸，其中的大部分來到台灣。除了在台灣服務的修會增加外，台灣本地與大陸華人來台的神職人員也逐漸取代外國籍神職人員，成為台灣天主教會發展的主力。1952年8月7日，台灣建立聖統制，正式由原有的傳教區體制轉為教區制；而台灣的教區數目，也逐漸由原本的1個監牧區，增加至7個教區、1個宗座署理區。

#### 普世教協與護教反共對立
1950年代世界局勢處於冷戰狀態，同時西方發起了普世教會合一運動以及1948年成立了普世教會協會（簡稱普世教協或WCC），由於普世教協的立場接納社會主義國家，並且主張承認「中華人民共和國」，導致意識形態與政府當局衝突。臺灣基督教環境因此分為兩個陣營，名義上是教義之爭，實際上政治意識形態之爭，當時主導相關活動的人物為美國基要派牧師卡爾·麥堅泰與國民黨要員張靜愚，這段期間發生不少愛國主義衍生的衝突：
- 1951年臺灣基督長老教會加入普世教協。
- 1962年國民黨要員張靜愚發起基督教護教反共聯合會與普世教協對立，國語教派陸續加入此陣營。[17][18][19][20]
- 1970年6月17日發生謝緯牧師車禍撞樹事件，但後人對實際死因有所質疑。[21]
- 1970年7月30日臺灣基督長老教會為了避免與政府當局擴大衝突，高俊明牧師暫時性退出普世教協。
- 1971年7月25日配合國民黨強行推動的國語運動，臺北市政府警察局查禁羅馬拼音的布農語聖經。[22][23]
- 1975年1月警備總部司令部沒收臺灣聖經公會出版的臺語羅馬字聖經2200本。
- 1975年4月26日信義會靈光堂張力長老的主張在濟南長老教會現址上建一座「中正紀念禮拜堂」。[24]
- 1984年教育部函請內政部禁止山地教會使用羅馬字傳教，並禁止族語文字的書刊及聖經。
- 1987年在美國科羅拉多州曼尼托市舉辦第七屆聯會護教反共大會，這是最後一次護教反共的大型活動。
- 1989年李登輝繼任總統任內否決「中正紀念禮拜堂」提案，護教反共活動就此結束。

1989年以前愛國主義時常凌駕於加爾文主義之上。

#### 對立關係表
|          | 普世教協陣營                    | 護教反共陣營                                                                                              | 保持曖昧態度                |
| -------- | ------------------------------- | --- | --------------------------- |
| 重點人物 | 長老教會大部分牧師              | 張靜愚 - 基督教護教反共聯合會理事長 陳溪圳 - 長老教會牧師 卡爾·麥堅泰 - 美籍基要派牧師 國語教派大部分牧師 | 周聯華 - 浸信會牧師         |
| 傳教工具 | 臺語白話字聖經 各原住民語聖經   | 官話和合本聖經                                                                                            | 官話和合本聖經              |
| 意識形態 | 理論加爾文主義 消極配合愛國主義 | 理論加爾文主義 實務愛國主義                                                                               | 理論加爾文主義 迴避愛國主義 |

#### 歷史回顧態度
國內教授了解臺灣教會歷史的人物有周聯華、曾慶豹、鄭仰恩、賴永祥、查時傑、陳方中、蔡麗貞等人，某些教派對於戒嚴時期教會歷史明顯採取迴避態度或是愛國主義。

## 現代

### 宗教退出校園
解嚴後臺灣逐漸走向言論自由的社會，不僅能公開批評時政，宗教思想也開始多元及百家爭鳴，但是也因此造成一些宗教社會事件，如1995年余奕榮的上帝藉中共審判臺灣之說，導致信徒集體移民貝里斯，宋七力的宇宙發光體之說，中台禪寺事件的學生集體出家，以及神秘主義活動等，這些事件造成當時許多家長與民意代表不信任校內宗教團體，要求宗教退出校園。當時基督教的學生組織主要有校園團契、學園團契、長青團契 （页面存档备份，存于）（長老教會青年團契），受到政策影響這些組織在公立學校不得成立社團，但實際上並沒有因此消滅而是轉為地下化經營（俗稱地下社團）。

### 大型特會文化
解嚴後隨著護教反共核心人物相繼過世，1950年代的新進教派失去共同努力方向，當時發起的愛國運動和極右派媒體也相繼消失，之後走向各自發展或是另立合作組織。其中一些會眾制教派開始與韓國基督教及新加坡基督教接觸，發展出亞洲基督教的團結組織，逐漸讓趙鏞基、康希等外籍亞洲牧師成為許多臺灣基督徒追捧對象，並且這些教派經常鼓勵教徒參加一種規模大的「特會」，這些特會經常在中大型活動場館舉辦，此外也有印尼華裔的唐崇榮牧師經常來臺舉辦特會，這種大規模聚眾的活動，是解嚴後才出現的基督教文化。但是這種文化在臺灣基督長老教會、衛理公會、臺灣聖公會等新教傳統宗派並不盛行。

### 語言復育政策
1982年紐西蘭為了復育毛利語政策成立了第一所語言巢幼兒園，對毛利語復育產生良好效果，2001年臺北市原住民族事務委員會孔文吉前往澳洲、紐西蘭、斐濟等地考察，取得語言巢相關經驗在臺北市實施，一些教會成為語言巢的設立地點，例如：東吳大學安素堂（排灣族）、中山教會（阿美族）、神愛教會（泰雅族、太魯閣族）、玉成教會（阿美族）、佳音教會（排灣族）。在此之前也有臺灣聖經公會翻譯羅馬字拼音的族語聖經，持續語言本土化的傳教政策，例如：鄒語、達悟語（雅美語）、魯凱語、排灣語、布農語、太魯閣語、泰雅爾語、阿美語。

### 婚姻平權
在家庭議題上，隨著同性婚姻的社會討論，因保守教派認定聖經教導必需支持一夫一妻制，反對修改民法。2013年與其他宗教合力組織護家盟捍衛一夫一妻制。2015年再成立政黨信心希望聯盟，希望透過政治力量重新喚起家庭意識，在2016年中華民國立法委員選舉中，有提名6名不分區立委及10名分區立委，均未當選。雖然大多數教會反對同性婚姻合法化，但也有少數教會支持，如同光教會、真光福音教會、活躍教會、台灣基督長老教會古亭教會等。

## 臺灣基督宗教宗派
根據2017年台灣基督教會教勢報告，人數高於5萬的教會依序為：
- 台灣基督長老教會（258,222人）
- 天主教會（226,589人）
- 召會（145,318人）
- 台北靈糧堂（92,646人）
- 真耶穌教會（55,813人）
- 中華基督教浸信會聯會（53,905人）

### 天主教
就天主教而言，真正經營是起始於19世紀中期。1858年，於對外戰爭失利的清廷與西方列強簽訂天津條約，台灣成為可自由經商傳教的地區之一。翌年，西班牙道明會依照羅馬教廷的要求，從菲律賓派神父2人抵台傳教，並在福建教友幫助下，首先於1862年，在打狗（今高雄）建立第一座教堂，是為聖母堂，之後再於1928年改建為今日的玫瑰聖母聖殿主教座堂。
日治時代，天主教會逐漸擴展至全台灣，到1913年7月19日，羅馬教廷成立台灣監牧區，使台灣擁有獨立的教會管區，當時教徒達到萬人，但仍由教廷敕封道明會士作為地方教長。1941年太平洋戰爭爆發後，台灣總督府迫使西方傳教士離台，改由日本人主持教務。二戰後，台灣進入中華民國時期，恢復由西班牙籍道明會神父主持教務。1952年8月7日，羅馬教廷正式在台灣設置教區，而本國籍神父也逐漸接手教務。
今日台灣的天主教會，共分成七個教區、一個宗座署理區、主教十七位，其中包括單國璽樞機的這些主教，均由教宗所敕封。另外，台灣天主教會轄下還有神父修女共兩千位，分別在八百個教堂及社會事業，包括大學（輔大、靜宜、文藻）、醫院、地方診所、安老院、啟智中心等處所服務。台灣天主教信徒雖僅佔台灣人口約百分之一餘（根據2010年天主教官方報告有聖堂718間，教友239,565人，無崇拜人數），但其社會服務事業卻極為有名。

### 基督新教
台灣基督新教中最大的宗派是加爾文主義的台灣基督長老教會。第二大宗派則是召會。第三大、第四大宗派則是屬福音派、靈恩派，具中國自立教會背景的台北靈糧堂與真耶穌教會。其他擁有較多教友的教會包括浸信會、信義宗背景的信義會、行道會，阿民念主義的基督教台灣聖教會（阿民念主義）、循道宗背景的中華循理會等等。在世界範圍屬主要基督新教宗派的聖公會在台灣相對小眾，台灣聖公會教友僅有數千人，但仍有一定社會影響力。

#### 台灣基督長老教會（歸正宗）
在基督新教方面，馬雅各醫師可以說是是台灣基督教的啟蒙者，他在1865年於台南開始台灣新教的宣揚。再者喬治·萊斯里·馬偕（George Leslie Mackay，1844年3月21日—1901年6月2日）於1871年到達台灣，在滬尾（今新北市淡水區）開始傳教，學習闽南語。並且四處旅行傳播福音，除了在淡水、艋舺（今萬華）、錫口（今松山）、大稻埕、五股、苗栗、臺北、基隆、新竹擁有二十個以上教會之外也藉由行醫擴展基督教的教義，也因此，他所屬的加拿大或蘇格蘭系的長老教會於臺灣為基督教最大組織。據基督教學者調查，2011年台灣基督長老教會有1211個堂會，會友人數240,400人，出席人數86,737人（不含12歲以下兒童）。

#### 中華循理會
循理會早自1895年即委請內地會差派宣教士來華宣教。而至1904年，北美的循理會總會正式差派宣教士安培生及蘇克福牧師到上海宣教。1905年5 月，繼之而來了李、顧、梅等三位宣教士。在同心禱告和上帝的帶領下，從河南鄭州開始佈道，接著以開封為中心，積極向鄰近的榮澤、杞縣、陳留等縣區開拓宣教區。後鑑於培植本地工人的重要性。於1910年又在河南開封創辦開封聖經書院，培育聖工人才。與此同時，健全的行政體系也跟著被建立。1929年在河南開封舉行了第一屆年議會大會，並陸續選出各地區的區會長。
1940年，有一對年輕的宣教士夫婦開始漸膺重任，他們的中文名字為戴永冕、戴永和，是戴德生牧師的孫子、孫媳。他們與中國同工馬可、霍冠英、何恩證等人，轉向陝西開拓新工場，並於1941年在陝西開辦了西北聖經書院，就近訓練事奉的人才。
1944年，由馬可牧師組織了邊疆佈道團，開始踏出向邊區傳道的事工。這一佈道團影響深遠，也反映了循理會的美好特質—隨走隨傳，積極宣教。
1948年，中西同工各15人開始向四川重慶宣教，並積極建立教會。同時也創設了聖經書院、聖光中學及診所的事工。循理會在向華人宣教的歷史中，一直是踏著穩健的步伐向前邁進著。
1949年10月中共建政，因應情勢變化，循理會經由香港輾轉來台灣拓展新局。1952年，司崇德宣教士來台開始聖工。而來寧德教士、聞羔義師母、戴永冕牧師師母、汪養吾牧師師母、石省三弟兄夫婦相繼而來，聖工大大開展。在高雄市河南二路一、二號（原名和平巷一號）成立在台之基督教中華循理會。前三年在高屏地區成立大寮、鳳山、高雄、屏東、田道等教會。1954年，由戴永冕牧師（即內地會戴德生牧師的孫子）、汪養吾牧師、石省三弟兄等召開第一屆台灣年議會。1955年在上址創辦聖光聖經學院，於1968年改為聖光神學院。開始由戴永冕牧師以中華循理會會長兼任院長。他於1964年退休返美，院長由他兒子戴紹曾繼任，至1970年他在台北另創中華福音神學院。
循理會各教會的分佈，大部分都集中在台南以南的高屏地區，台中以北的教會數僅佔總數的5 分之1 。主日講台所使用的語言，除兩原住民區外，絕大多數以國語為主。

#### 其他新教教派
1949年中華民國政府轉進臺灣，“中華人民共和國”的無神論政策使許多新教宗派教會（包括浸信會、衛理公會、聖公會、路德宗和基督復臨安息日會）撤退到台灣，形成今日新教教派林立，這些新進教派流入使官話和合本聖經成為主流，打擊早期臺灣基督長老教會的語言本土化政策。
浸信會於1948年12月26日，在台舉行第一次主日聚會。根據2011年教勢報告，該會在全台建立215所堂會，會友人數44,528人，出席人數19,897人（不含12歲以下兒童）。另外，近年發展最快速的基督新教組織是台北靈糧堂，該堂於2005年紀念建堂50年。據基督教學者調查，該教會在有組織有計劃發展下，2011年全台已植堂119個堂會，會友人數60,034人，出席人數23,695人（不含12歲以下兒童），宗派發展規模幾與浸信會並駕齊驅。
臺灣聖公會，是美國聖公會於1954年建立的美國聖公會海外教區，屬於美國聖公會第八教省。臺灣聖公會在行政體系上雖屬美國聖公會所轄，但實為自立自養教區，設有聖約翰科技大學。
台灣信義會於1954年11月10日正式成立。起源於西元1920年在河南雞公山成立的「基督教中華信義會」，在台灣延續其名，稱為「台灣信義會」。 台灣信義會先從高雄、台北兩地開始，逐漸擴展至台中、嘉義、台南等各地。台灣信義會第一間會堂——「基督教台灣信義會高雄教會」，於1951年成立。初期由美國、挪威、芬蘭和丹麥四國八個差會合作，後來其中四差會因政策不同各自獨立發展成立總會。至1954年信義會所屬之堂會已有十三間、聖經學院一所、文字中心一間以及一處廣播中心，因此有必要建立一個在地的總會管理教會事務並邁向自立的目標。
臺灣衛理會主要是在1949年國民黨撤退來台後由原在中國的衛理公會傳入，1953年在台北正式建立台北衛理堂，1963年招開首屆臨時年議會，建立南北兩教區。1972年台灣教會自立，定名中華基督教衛理公會。
基督復臨安息日會在1951年成立了台灣基督復臨安息日神學院，1955年成立臺安醫院。
基督教宣道會於1963年到達臺灣，表示其會員人數為2300人。
門諾會於1948年出現於台灣原住民的醫療救援項目中。

### 正教會
台灣基督正教會，於2003年向政府正式註冊，現由正教會普世宗主教聖統香港及東南亞都主教教區管理教務。

### 東方正統教會
東方正統教會（非指正教會）的成員科普特正教會，初期為服事在台工作或就學的信徒，及嘗試在地宣教，曾借用南港聖玫瑰天主堂和濟南教會的場地舉行禮儀，現已於臺北市木柵建堂。

### 基督系新興宗教
在台湾亦有一些较少与其他教派来往的小型教派。例如以高雄錫安山為基地的新约教会。在街頭及校園可常見到騎單車穿白襯衫的耶穌基督後期聖徒教會傳教士。耶和華見證人、統一教會也在台灣流傳，但現有人口仍較少。以上在主流基督教而言都是异端。

## 外部連結
- 香港浸會大學圖書館 華人基督宗教文獻保存計劃（页面存档备份，存于）

## 参見
- 台灣天主教
- 台灣東正教